# Bomborokuy
Bomborokuy ist sowohl eine Gemeinde (französisch commune rurale) als auch ein dasselbe Gebiet umfassendes Departement im westafrikanischen Staat Burkina Faso, in der Region Boucle du Mouhoun und der Provinz Kossi. Die Gemeinde hat in 19 Dörfern 14.465 Einwohner. In Bomborokuy findet regelmäßig eine landwirtschaftliche Messe statt, die dem Fonio gewidmet ist.